# アームチェア・シアター
『アームチェア・シアター』 (Armchair Theater) は、1990年にジェフ・リンが発表したソロ名義では初のアルバム。

## 概要
「肘掛け椅子に座りながらテレビを眺めるように、お気に入りの音楽を聴いている」というコンセプトで製作された。演奏陣は後述のように豪華であり、評論家による評価も芳しかったが、チャートでは小ヒットにとどまった。

## 演奏
ジェフ・リンはギター、ベース、ドラム、パーカッション、ピアノ、キーボード、オートハープといった多くの楽器を演奏している。
エレクトリック・ライト・オーケストラに引き続き、リチャード・タンディーやデイヴ・モーガンが参加している他、トラヴェリング・ウィルベリーズの間柄であるジョージ・ハリスンやトム・ペティ、1970年代前半から交友関係にあったデル・シャノンなど著名なアーティストが多数参加している。

## 収録曲
特筆のない楽曲は全てジェフ・リンによる作品。
1. エヴリー・リトル・シング - Every Little Thing
シングルカットされ、イギリスで59位。ジョージ・ハリスンがアコースティックギターとコーラスで参加。スモーキー・ロビンソンの楽曲「Going To A Go-Go」の一部を引用している。
2. ドント・レット・ゴー - Don't Let Go
ジッシー・ストーンのカバー。ジェフがこの曲を知ったのは録音する数年前であり、カーラジオで聴いて気に入った事をきっかけにカバーした。
3. リフト・ミー・アップ - Life Me Up
シングルカットされた。ジョージ・ハリスンがアコースティックギター、スライドギター、コーラスで参加。1991年の映画「Shout」の予告編で使用されたが、本編では使用されなかった。
4. ノーバディ・ホーム - Nobody Home
5. セプテンバー・ソング - September Song
クルト・ヴァイルのカバー
6. ナウ・ユーアー・ゴーン - Now You're Gone
インド風のコーラスは本場のミュージシャンによる。ジェフが亡き母親に捧げた。他にこのアルバムに収録されているカバー曲「セプテンバー・ソング」「ストーミー・ウェザー」は彼女が好きであった曲である。
7. ドント・セイ・グッドバイ - Don't Say Goodbye
8. ホワット・ウッド・イット・テイクス - What Would It Takes
1993年の映画「Rudy」の予告編で使用されたが、本編では使用されなかった。
9. ストーミー・ウェザー - Stormy Weather
ハロルド・アーレンのカバー。ジョージ・ハリスンがスライドギターを演奏している。
10. ブロウン・アウェイ - Blown Away
トム・ペティが作詞を手伝っており、タイトル部分の歌詞は彼によるもの。バックコーラスにはデル・シャノンが参加している。
11. セイヴ・ミー・ナウ - Save Me Now
地球の視点から環境破壊を歌った曲。アルバムでは唯一、ジェフによるソロレコーディングである。2015年に発表されたジェフのドキュメンタリー「Mr. Blue Sky: The Jeff Lynne and ELO Story」には、この曲の引き語り映像が収録されている。

2013年再発盤ボーナス・トラック
1. ボーダーライン　　Borderline
  - 12インチ及びCDシングル「リフト・ミー・アップ」のB面に収録されていたものとは別バージョン。
2. フォアキャスト　　Forecast
  - 未発表曲。雷鳴や雨音のサンプリングが使われている。ジェフによるソロレコーディングで、未完成だったものを2013年の再発時に完成させた。

日本盤ボーナス・トラック
1. ストレンジ・マジック (Live from Bungalow Palace)
  - エレクトリック・ライト・オーケストラ時代に発表した楽曲のセルフカバー。TVスペシャル「Live from Bungalow Palace」にて披露された演奏の音源。